# گورستان میدان
گورستان میدان مربوط به دوران‌های تاریخی پس از اسلام است و در شهرستان بناب، بخش مرکزی، روستای روشت بزرگ واقع شده و این اثر در تاریخ ۱۱ مرداد ۱۳۸۴ با شمارهٔ ثبت ۱۲۴۶۹ به‌عنوان یکی از آثار ملی ایران به ثبت رسیده است.